# UHCD
| Sigles de 2 caractères   |
| Sigles de 3 caractères   |
| ► Sigles de 4 caractères |
| Sigles de 5 caractères   |
| Sigles de 6 caractères   |
| Sigles de 7 caractères   |
| Sigles de 8 caractères   |

UHCD signifie Unité d'hospitalisation de courte durée.
| Sigles de 2 caractères   |
| Sigles de 3 caractères   |
| Sigles de 4 caractères   |
| ► Sigles de 5 caractères |
| Sigles de 6 caractères   |
| Sigles de 7 caractères   |
| Sigles de 8 caractères   |

UHTCD et ZHTCD signifient respectivement Unité et Zone d'hospitalisation de très courte durée.
Ces deux types d'unités médicales, qui n'ont pas le même nom, ont le même objectif.

## Description et objectif
Ce sont des unités médicales autrefois appelées « lits portes » qui sont adjacentes au service d'urgence (UPATOU ou SAU) et qui disposent, généralement, de la même équipe de médecins urgentistes et de soignants qui travaillent par roulement alternativement dans le service d'urgence et dans l'UHCD ou la ZHTCD. Elles sont dirigées par un médecin urgentiste.
Le but de ces unités est de prendre en charge, de manière adaptée, spécifiquement les patients issus du service d'urgence soit qui ne nécessitent qu'une courte hospitalisation (de moins de 24 heures au total depuis leur arrivée dans le service d'urgence) pour les traiter et s'assurer que leur état évolue favorablement avant leur retour à domicile, soit qui nécessitent une observation de moins de 24 heures afin de préciser le diagnostic et l'orientation en hospitalisation ou le retour à domicile, soit, mais il ne s'agit que d'un rôle organisationnel secondaire, qui sont en attente de la disponibilité (sous moins de 24 heures au total depuis leur arrivée dans le service d'urgence) d'un lit dans l'hôpital répondant aux conditions requises par leur état médical.